# Geribert de Barcelona
Geribert de Barcelona (segle x - ~1020) fou vescomte de Barcelona, fill segon del vescomte Guitard i Gerberga.
Casat amb Ermengarda de Barcelona, filla del comte Borrell II, varen tenir quatre fills:
- Ramon (?- mort entre 1017 i 1029). Apareix esmentat en dos documents: un de 26 abril de 1017 on consta que està viu, i al testament de la seva mare Ermengarda de 17 d'octubre de 1029, on ja devia estar mort i es deixa una propietat a la seva filla.[2]
- Mir Geribert (? - Tortosa, 1060), noble que es rebel·là contra el comte de Barcelona autonomenant-se príncep d'Olèrdola.
- Folc (?- c. 1029)
- Guisla de Sant Martí, casada en primers núpcies amb Seniol i en segones núpcies amb Folc I de Cardona, essent pares de Ramon Folc I de Cardona, primer vescomte de Cardona.

El seu germà Udalard I va ser capturat i empresonat durant cinc anys a Còrdova (985-991) per Almansor. Durant aquest temps, exercí interinament la funció vescomtal.